# Rio Quebra-Dentes
O rio Quebra-Dentes é um curso de água do estado do Rio Grande do Sul, Brasil. É um afluente da margem direita do rio das Antas, formador do rio Taquari.